# György Nébald
Dans le nom hongrois Nébald Grörgy, le nom de famille précède le prénom, mais cet article utilise l’ordre habituel en français Grörgy Nébald, où le prénom précède le nom.
György Nébald, né le 9 mars 1956 à Budapest, est un escrimeur Hongrois. Champion olympique au sabre par équipe en 1988 à Séoul, il a aussi été deux fois champion du monde en individuel à Barcelone en 1985 et à Lyon en 1990.
La famille Nébald compte deux autres escrimeurs médaillés olympiques, son frère Rudolf Nébald et son épouse, Ildikó Mincza-Nébald.

## Palmarès
- Escrime aux Jeux olympiques
  -  Champion olympique par équipes aux JO de 1988 à Séoul
  -  Médaille d'argent par équipes aux JO de 1992 à Barcelone
  -  Médaille de bronze par équipes aux JO de 1980 à Moscou

- Championnats du monde d'escrime
  -  Champion du monde par équipes aux championnats du monde d'escrime 1991 à Budapest
  -  Champion du monde aux championnats du monde d'escrime 1990 à Lyon
  -  Champion du monde aux championnats du monde d'escrime 1985 à Barcelone
  -  Champion du monde par équipes aux championnats du monde d'escrime 1982 à Rome
  -  Champion du monde par équipes aux championnats du monde d'escrime 1981 à Clermont-Ferrand
  -  Champion du monde par équipes aux championnats du monde d'escrime 1978 à Hambourg
  -  Médaille d'argent aux championnats du monde d'escrime 1987 à Lausanne
  -  Médaille d'argent par équipes aux  championnats du monde d'escrime 1983 à Vienne
  -  Médaille de bronze aux championnats du monde d'escrime 1991 à Budapest
  -  Médaille de bronze par équipes aux championnats du monde d'escrime 1985 à Barcelone

- Championnats d'Europe d'escrime
  -  Champion d'Europe par équipes aux championnats d'Europe d'escrime 1991 à Vienne
  -  Médaille de bronze aux championnats d'Europe d'escrime 1991 à Vienne